# Marek Ostrowski
Marek Ostrowski (22 de novembro de 1959 – 6 de março de 2017) foi um futebolista polonês. Ele competiu na Copa do Mundo FIFA de 1986, sediada no México, na qual a seleção de seu país terminou na 14º colocação dentre os 24 participantes.